# Perseus Karlström
Perseus Karlström (ur. 2 maja 1990 w Växjö) – szwedzki lekkoatleta specjalizujący się w chodzie sportowym.
Dziewiąty chodziarz mistrzostw Europy juniorów w Nowym Sadzie (2009). W 2013 zajął 20. miejsce na uniwersjadzie oraz zajął 38. lokatę podczas mistrzostw świata w Moskwie. Siedemnasty zawodnik mistrzostw Europy w Zurychu (2014).
Wielokrotny złoty medalista mistrzostw Szwecji oraz reprezentant kraju w drużynowych mistrzostwach świata i Europy w chodzie oraz w meczach międzypaństwowych. Zdobywał medale mistrzostw krajów nordyckich.
Rekordy życiowe: chód na 20 kilometrów – 1:17:39 (19 sierpnia 2023, Budapeszt) rekord Szwecji; chód na 35 kilometrów – 2:23:44 (24 lipca 2022, Eugene) rekord Szwecji, 7. wynik w historii światowej lekkoatletyki; chód na 50 kilometrów – 3:44:35 (17 grudnia 2017, Melbourne).
Jest synem szwedzkiej chodziarki, medalistki mistrzostw Europy Siw Karlström. Jego przyrodnim bratem jest chodziarz Ato Ibáñez.

## Osiągnięcia
| Rok  | Impreza                                | Miejsce        | Konkurencja              | Lokata      | Wynik    |
| ---- | -------------------------------------- | -------------- | ------------------------ | ----------- | -------- |
| 2007 | Puchar Europy w chodzie sportowym      | Leamington     | chód na 10 km (juniorów) | 31. miejsce | 46:18    |
| 2007 | Mistrzostwa świata juniorów młodszych  | Ostrawa        | chód na 10 000 m         | 24. miejsce | 48:13,05 |
| 2008 | Puchar świata w chodzie sportowym      | Czeboksary     | chód na 10 km (juniorów) | 33. miejsce | 44:39    |
| 2008 | Mistrzostwa świata juniorów            | Bydgoszcz      | chód na 10 000 m         | 30. miejsce | 47:19,88 |
| 2009 | Puchar Europy w chodzie sportowym      | Metz           | chód na 10 km (juniorów) | 20. miejsce | 45:28    |
| 2009 | Mistrzostwa Europy juniorów            | Nowy Sad       | chód na 10 000 m         | 9. miejsce  | 44:21,69 |
| 2010 | Puchar świata w chodzie sportowym      | Chihuahua      | chód na 20 km            | 43. miejsce | 1:30:49  |
| 2011 | Młodzieżowe mistrzostwa Europy         | Ostrawa        | chód na 20 km            | –           | DNF      |
| 2012 | Puchar świata w chodzie sportowym      | Sarańsk        | chód na 20 km            | 56. miejsce | 1:27:14  |
| 2013 | Uniwersjada                            | Kazań          | chód na 20 km            | 20. miejsce | 1:30:19  |
| 2013 | Mistrzostwa świata                     | Moskwa         | chód na 20 km            | 38. miejsce | 1:28:20  |
| 2014 | Mistrzostwa Europy                     | Zurych         | chód na 20 km            | 17. miejsce | 1:24:41  |
| 2015 | Puchar Europy w chodzie sportowym      | Murcja         | chód na 20 km            | 8. miejsce  | 1:22:44  |
| 2015 | Mistrzostwa świata                     | Pekin          | chód na 20 km            | –           | DNF      |
| 2016 | Igrzyska olimpijskie                   | Rio de Janeiro | chód na 20 km            | –           | DNF      |
| 2017 | Puchar Europy w chodzie                | Podiebrady     | chód na 20 km            | 3. miejsce  | 1:20:40  |
| 2017 | Mistrzostwa świata                     | Londyn         | chód na 20 km            | 37. miejsce | 1:23:36  |
| 2018 | Drużynowe mistrzostwa świata w chodzie | Taicang        | chód na 50 km            | 8. miejsce  | 3:48:54  |
| 2018 | Mistrzostwa Europy                     | Berlin         | chód na 20 km            | 20. miejsce | 1:25:16  |
| 2019 | Puchar Europy w chodzie                | Olita          | chód na 20 km            | 1. miejsce  | 1:19:54  |
| 2019 | Mistrzostwa świata                     | Doha           | chód na 20 km            | 3. miejsce  | 1:27:00  |
| 2021 | Drużynowe mistrzostwa Europy w chodzie | Podiebrady     | chód na 20 km            | 1. miejsce  | 1:18:54  |
| 2021 | Igrzyska olimpijskie                   | Tokio          | chód na 20 km            | 9. miejsce  | 1:22:29  |
| 2022 | Drużynowe mistrzostwa świata w chodzie | Maskat         | chód na 35 km            | 1. miejsce  | 2:36:14  |
| 2022 | Mistrzostwa świata                     | Eugene         | chód na 20 km            | 3. miejsce  | 1:19:18  |
| 2022 | Mistrzostwa świata                     | Eugene         | chód na 35 km            | 3. miejsce  | 2:23:44  |
| 2022 | Mistrzostwa Europy                     | Monachium      | chód na 20 km            | 2. miejsce  | 1:19:23  |
| 2022 | Mistrzostwa Europy                     | Monachium      | chód na 35 km            | –           | DNF      |
| 2023 | Drużynowe mistrzostwa Europy w chodzie | Podiebrady     | chód na 20 km            | 2. miejsce  | 1:19:27  |
| 2023 | Mistrzostwa świata                     | Budapeszt      | chód na 20 km            | 2. miejsce  | 1:17:39  |
| 2023 | Mistrzostwa świata                     | Budapeszt      | chód na 35 km            | 8. miejsce  | 2:27:03  |
| 2024 | Drużynowe mistrzostwa świata w chodzie | Antalya        | chód na 20 km            | 1. miejsce  | 1:18:49  |
| 2024 | Mistrzostwa Europy                     | Rzym           | chód na 20 km            | 1. miejsce  | 1:19:13  |
| 2024 | Igrzyska olimpijskie                   | Paryż          | chód na 20 km            | 21. miejsce | 1:21:05  |
| 2025 | Drużynowe mistrzostwa Europy w chodzie | Podiebrady     | chód na 20 km            | 7. miejsce  | 1:19:48  |